# Джон Маккарти (информатик)
Вижте пояснителната страница за други личности с името Джон Маккарти.
Джон Маккарти (на английски: John McCarthy, 4 септември 1927, Бостън, Масачузетс — 24 октомври 2011, Станфорд, Калифорния) е американски информатик и когнитивен изследовател, който получава Награда Тюринг през 1971 за неговия принос в областта на Изкуствения интелект (ИИ). На него се дължи самото изковаване на термина Изкуствен интелект (английски: Artificial Intelligence), благодарение на неговото предложение през 1955 за Дартмутската конференция (1956), той е и създател на програмния език Лисп.

## Личен живот и образование
Джон Маккарти е роден в Бостън, Масачузетс на 4 септември 1927 г. в семейство на имигранти. Баща му Джон Патрик Маккарти е ирландец, майка му Ида Глад Маккарти е литовска еврейка. По време на Голямата депресия семейството се мести в Лос Анджелис, Калифорния.
Маккарти от дете показва изключителни заложби завършвайки гимназия „Белмонт“ две години преждевременно. В тинейджърските си години учи математика от учебниците, използвани в близкия Калифорнийски технологичен институт (Калтек), поради което при приемането му в Калифорнийския технологичен институт през 1944 г., вече е владеел материала от първите две години по преподаваните курсове по математиката. Получава бакалавърска степен по математика през 1948 година. Присъства на лекция на Джон фон Нойман повлияла на бъдещите му начинания. След завършване на Калифорнийския технологичен институт през 1951 г. защитава докторска степен по математика в Принстънския университет под ръководството на Соломон Лифшиц.
Жени се три пъти. Втората му жена Вера Уотсън, програмист и алпинист, загива през 1978 г. при опита си да изкачи връх Анапурна I. Маккарти се жени по-късно за Каролин Талкот, компютърен учен от Станфордския университет, а по-късно SRI International.

## Кариера
След краткосрочни назначения в Принстън, Станфордския университет, Колежа „Дартмут“, и Масачузетския технологичен институт работи като постоянен професор в Станфорд през 1962 г. до пенсионирането си в края на 2000 г.
Маккарти работи в областта на математическата логика свързана с изкуствения интелект (ИИ). През 1956 г. организира първата международна конференция (известна като Дартмутска конференция) по проблемите на изкуствения интелект. Сред присъстващите е Марвин Мински, който по-късно става един от водещите теоретици в областта. През 1959 г. се рисъединява към Маккарти в Масачузетския технологичен институт. През есента на 1956 г. Маккарти печели изследователка стипендия в Масачузетския технологичен институт. Идеите му от 1958 г. вдъхновяват по-късната работата над системите въпрос-отговор и програмиране на логика.
Около 1959 г. изобретява системата за освобождаване на ненужните ресурси (по известна като събирач на боклука; от английски), за решаване проблемите в Лисп. Въз основа на ламбда смятане, Лисп бързо се превръща в широко предпочитан език за програмиране на приложения прилагащи изкуствен интелект, след публикуването му през 1960.
Той помага в създаването на проекта MAK в Масачузетския технологичен институт (МИТ), но напуска МИТ през 1962 г. и се завръща в Станфордския университет включвайки се в работата на Станфордската лаборатория по изкуствен интелект, която в продължение на много години е приятелски конкурент на проекта MAK.
През 1961 г. в реч по случай на МИТ допуска, че технологията за компютърно време-споделяне ще е водеща и в бъдеще изчислителната мощност и дори специфични приложения ще могат да се продават чрез удобен бизнес модел (като водата или електроенергията). Тази идея за обединен компютър и ползата от информацията е много популярна през 60-те години, но заглъхва до средата на 1990-те години. От 2000 г. насам, идеята се появява отново в нови и различни форми (доставчик на услуги, изчислителна мрежа и изчислителни облаци).
През 1966 г. Маккарти и неговият екип в Станфорд написват компютърната програма (Коток-Маккарти), с която играят партии шах с колеги в Съветския съюз. С нея екипът на Маккарти постига две ремита и две загуби.
От 1978 до 1986 г. Маккарти разработва метод за дефиниране на немонотонно разсъждение.

## Онлайн публикации
- McCarthy, J. 1959. Programs with Common Sense. In Proceedings of the Teddington Conference on the Mechanization of Thought Processes, 756-91. London: Her Majesty's Stationery Office.
- McCarthy, J. 1960. Recursive functions of symbolic expressions and their computation by machine. Communications of the ACM 3(4):184-195.
- McCarthy, J., and Hayes, P. J. 1969. Some philosophical problems from the standpoint of artificial intelligence. In Meltzer, B., and Michie, D., eds., Machine Intelligence 4. Edinburgh: Edinburgh University Press. 463-502.